# بورتوفيخو
بورتوفيخو (بالإسبانية: San Gregorio de Portoviejo )‏ هي مدينة، في الإكوادور، تتبع مقاطعة مانابي، وكانتون بورتوفيخو، هي عاصمة مقاطعة مانابي، بلغ عدد سكانها 206,682 نسمة في 2010، تبلغ مساحتها 32 كيلومتر مربع، رمزها البريدي هو EC130150.

## المناخ
يظهر الجدول التالي التغييرات المناخية على مدار السنة لبورتوفيخو:
| البيانات المناخية لـبورتوفيخو                   | البيانات المناخية لـبورتوفيخو | البيانات المناخية لـبورتوفيخو | البيانات المناخية لـبورتوفيخو | البيانات المناخية لـبورتوفيخو | البيانات المناخية لـبورتوفيخو | البيانات المناخية لـبورتوفيخو | البيانات المناخية لـبورتوفيخو | البيانات المناخية لـبورتوفيخو | البيانات المناخية لـبورتوفيخو | البيانات المناخية لـبورتوفيخو | البيانات المناخية لـبورتوفيخو | البيانات المناخية لـبورتوفيخو | البيانات المناخية لـبورتوفيخو |
| الشهر                                           | يناير                         | فبراير                        | مارس                          | أبريل                         | مايو                          | يونيو                         | يوليو                         | أغسطس                         | سبتمبر                        | أكتوبر                        | نوفمبر                        | ديسمبر                        | المعدل السنوي                 |
| ----------------------------------------------- | ----------------------------- | ----------------------------- | ----------------------------- | ----------------------------- | ----------------------------- | ----------------------------- | ----------------------------- | ----------------------------- | ----------------------------- | ----------------------------- | ----------------------------- | ----------------------------- | ----------------------------- |
| المتوسط اليومي °م (°ف)                          | 25.9 (78.6)                   | 26.0 (78.8)                   | 28.7 (83.7)                   | 26.2 (79.2)                   | 25.6 (78.1)                   | 24.7 (76.5)                   | 24.1 (75.4)                   | 24.0 (75.2)                   | 24.1 (75.4)                   | 24.4 (75.9)                   | 24.6 (76.3)                   | 25.4 (77.7)                   | 25.3 (77.6)                   |
| معدل هطول الأمطار مم (إنش)                      | 89.9 (3.54)                   | 114.7 (4.52)                  | 107.1 (4.22)                  | 59.6 (2.35)                   | 26.1 (1.03)                   | 20.3 (0.80)                   | 10.4 (0.41)                   | 2.1 (0.08)                    | 4.0 (0.16)                    | 2.7 (0.11)                    | 4.6 (0.18)                    | 15.9 (0.63)                   | 457.4 (18.03)                 |
| متوسط الأيام الممطرة (≥ 1 mm)                   | 10                            | 12                            | 12                            | 8                             | 3                             | 2                             | 1                             | 1                             | 1                             | 1                             | 1                             | 2                             | 54                            |
| المصدر: HKO [Hong Kong Observatory] (1961-1990) |                               |                               |                               |                               |                               |                               |                               |                               |                               |                               |                               |                               |                               |

## معرض صور

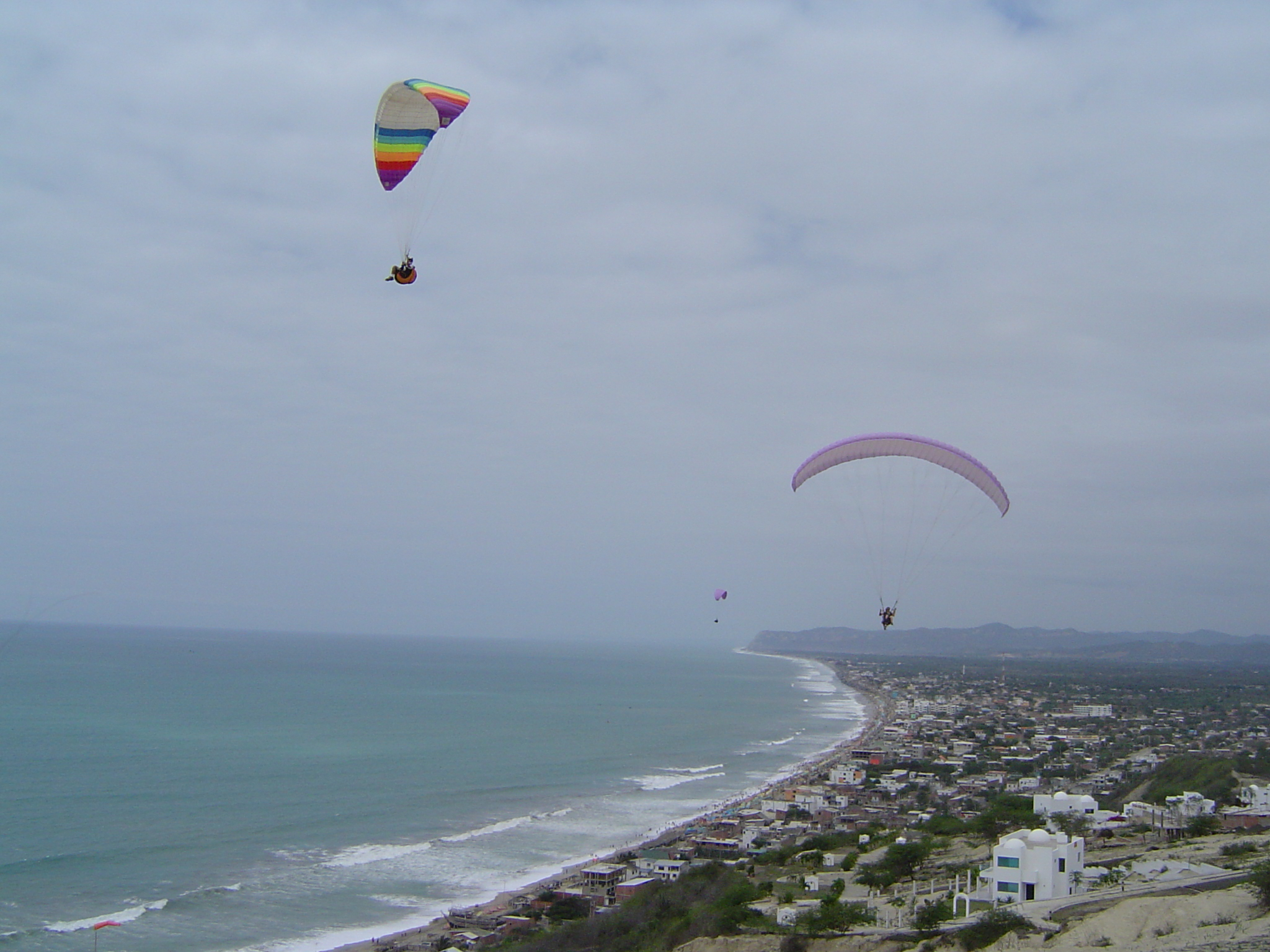
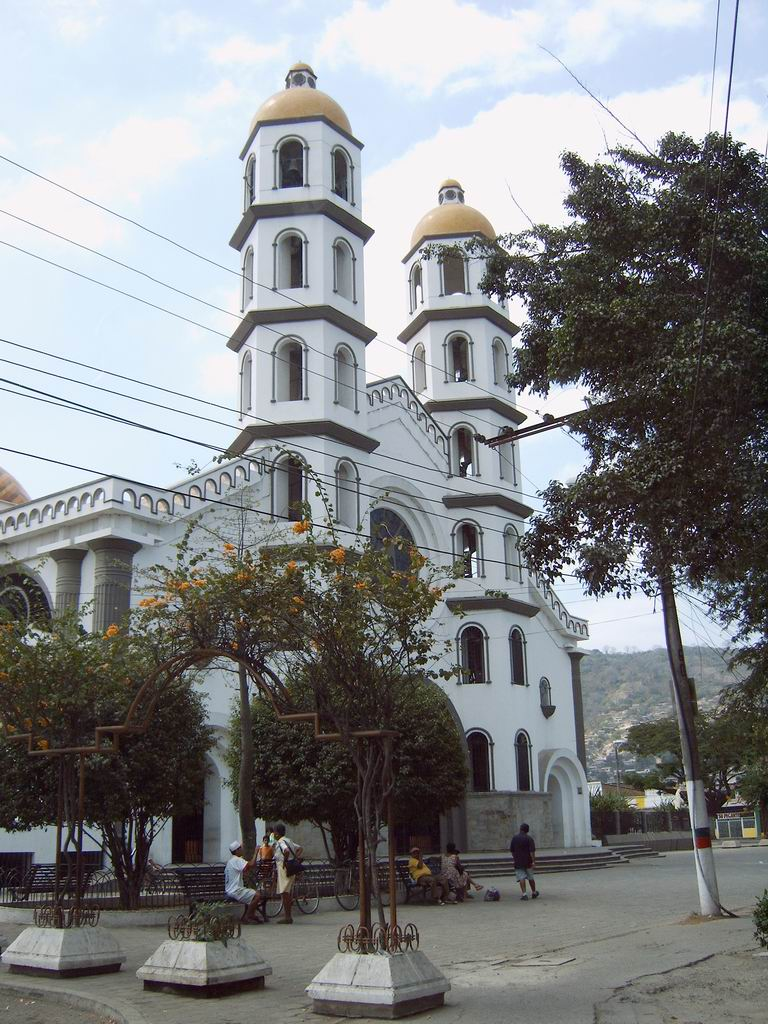
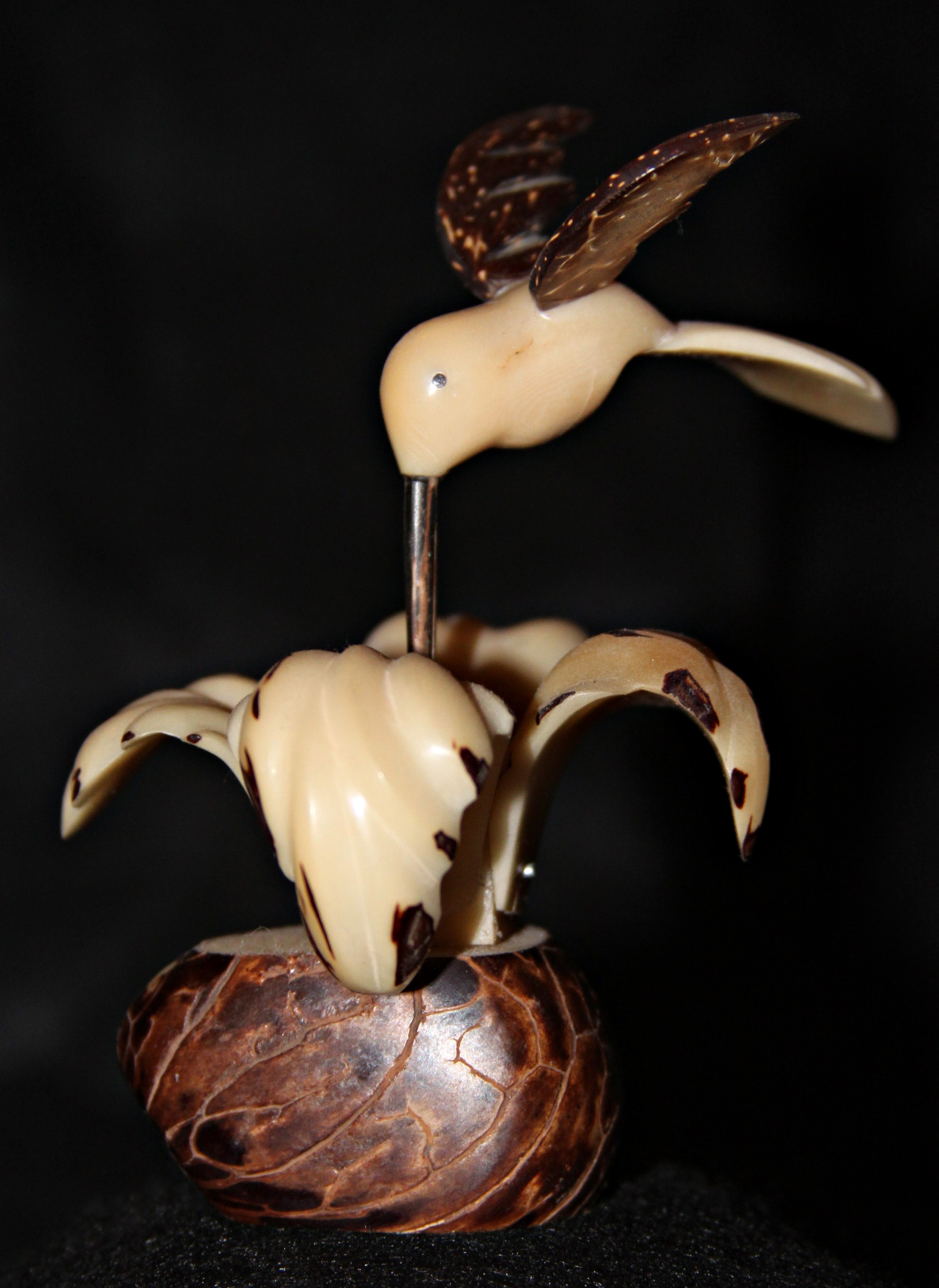
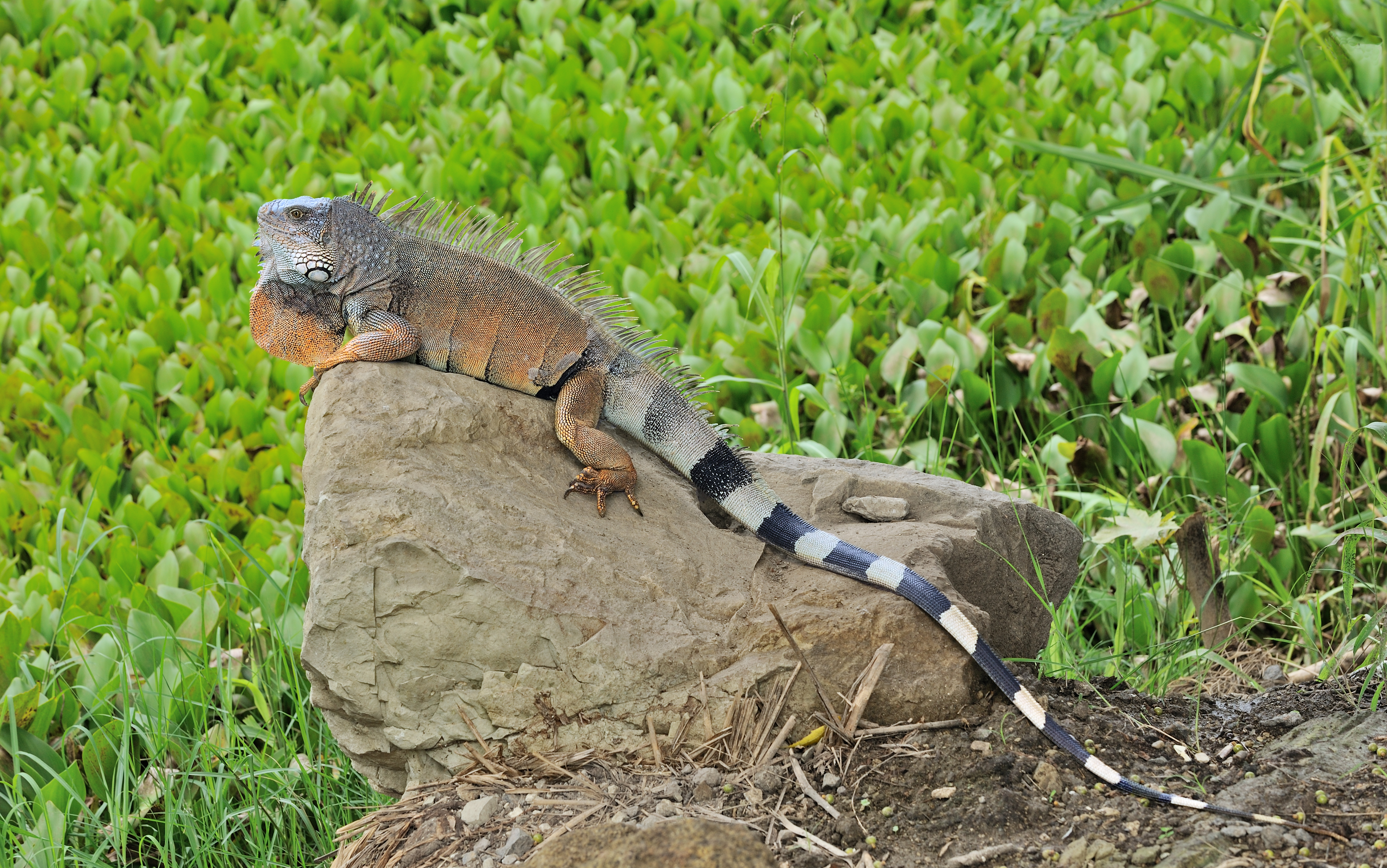

## مدن توأم
المدن التوأم:
- باراكالدو.

## أعلام
- مانويل فيليكس لوبيز
- لويس موريرا
- مانويل مندوزا
- فيكتور ماسياس
- آنا بالاسيوس
- إيرينا فالكوني